# Janoš Boljaj
Janoš Boljaj (mađ. Bolyai János; 1802 — 1860) bio je mađarski matematičar. On jedan je od najznačajnijih matematičara na polju hiperboličke geometrije. Ova disciplina razvija se od prve polovine XIX veka, zahvaljujući radu Nikolaja Ivanoviča Lobačevskog.

## Biografija
Rodio se i odrastao u Kološvaru, u Transilvaniji, današnjem rumunskom gradu Kluž-Napoka. Janoš je po profesiji bio vojni inženjer i imao je čin kapetana u austrijskoj vojsci. Njegov otac, Farkaš Boljaj, bio je Gausov prijatelj iz studentskih dana. U svojim pismima Gausu, on iznosi rezultate svog sina s područja hiperboličke geometrije. Gaus odgovara kako ne može da hvali rezultate mladog Janoša, jer bi time hvalio sebe, odajući mu time priznanje. Naime, Gaus je stvarno i sam došao do istih rezultata, ali nije smio da ih objavi, plašeći se odjeka koji bi ti radovi mogli izazvati u naučnim krugovima.
Prve rezultate Boljaj je objavio kao dodatak radu svog oca, a kasnije ih Farkaš Boljaj izdaje pod nazivom: "Prilog koji sadrži nauku o prostoru apsolutno istinitu, koja ne zavisi o istinitosti ili lažnosti Euklidovog V postulata, sa dodatkom, u slučaju lažnosti, geometrijske kvadrature kruga."